# Kutná Hora-Vnitřní Město
Kutná Hora-Vnitřní Město (německy Kuttenberg-Innenstadt) je část města Kutná Hora v okrese Kutná Hora. Je zde evidováno 681 adres. Trvale zde žije 2470 obyvatel. Kutná Hora-Vnitřní Město leží v katastrálním území Kutná Hora o výměře 14,45 km2.

## Pamětihodnosti
Mezi nejvýznamnější pamětihodnosti Vnitřního města patří:
- Chrám svaté Barbory
- Kaple Božího Těla
- Jezuitská kolej
- Hrádek (sídlo Českého muzea stříbra)
- Kostel sv. Jakuba Staršího a arciděkanství
- Vlašský dvůr
- Kamenná kašna
- Kostel svatého Jana Nepomuckého
- Morový sloup
- Kamenný dům (sídlo Českého muzea stříbra)
- Sankturinovský dům (sídlo Muzea Alchymie)
- Kostel Matky Boží Na Náměti
- Klášter řádu sv. Voršily (sídlo Církevního gymnázia sv. Voršily)
- Tylův dům – rodný dům Josefa Kajetána Tyla, mj. autora české národní hymny

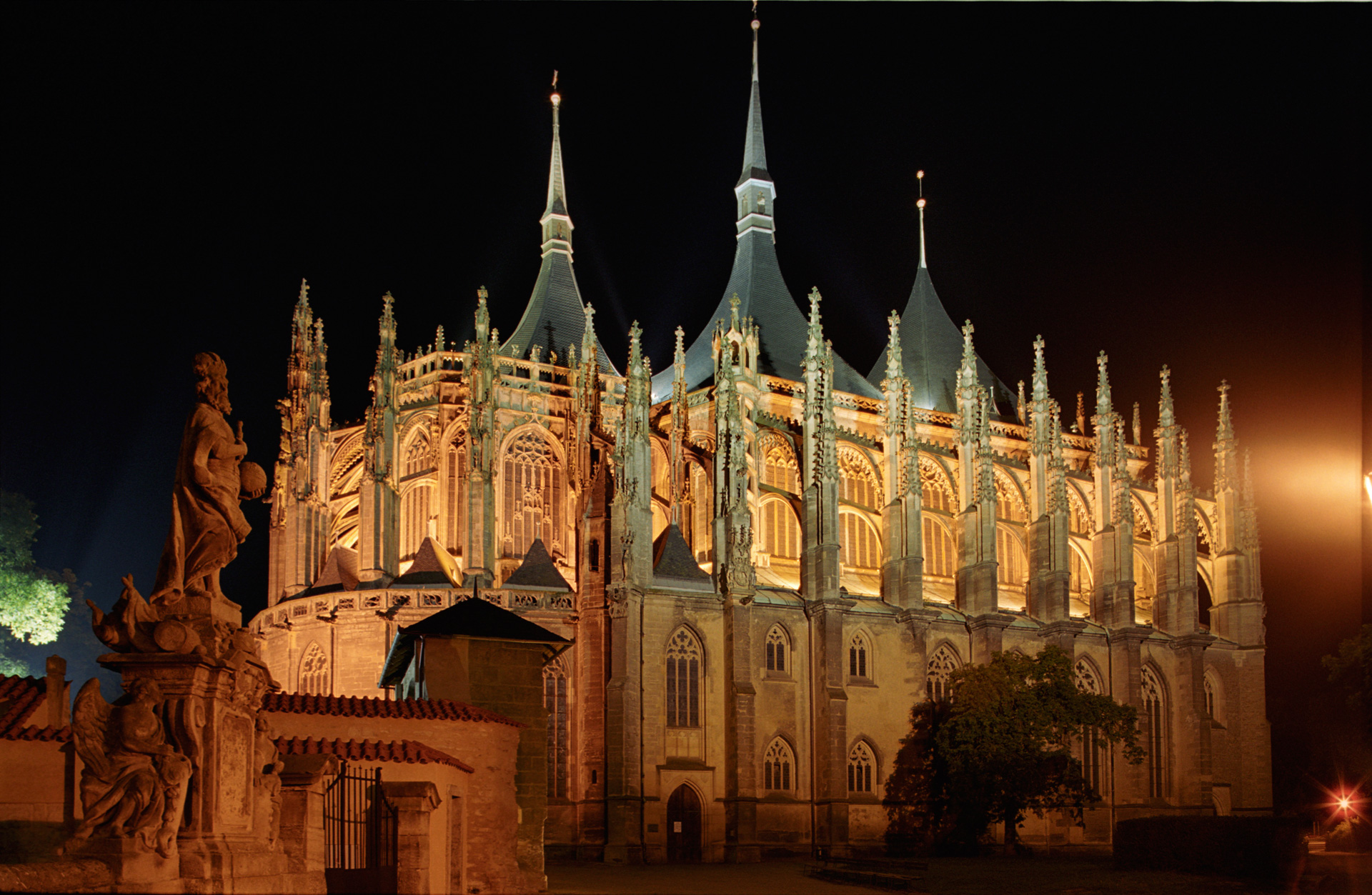
Chrám svaté Barbory v noci
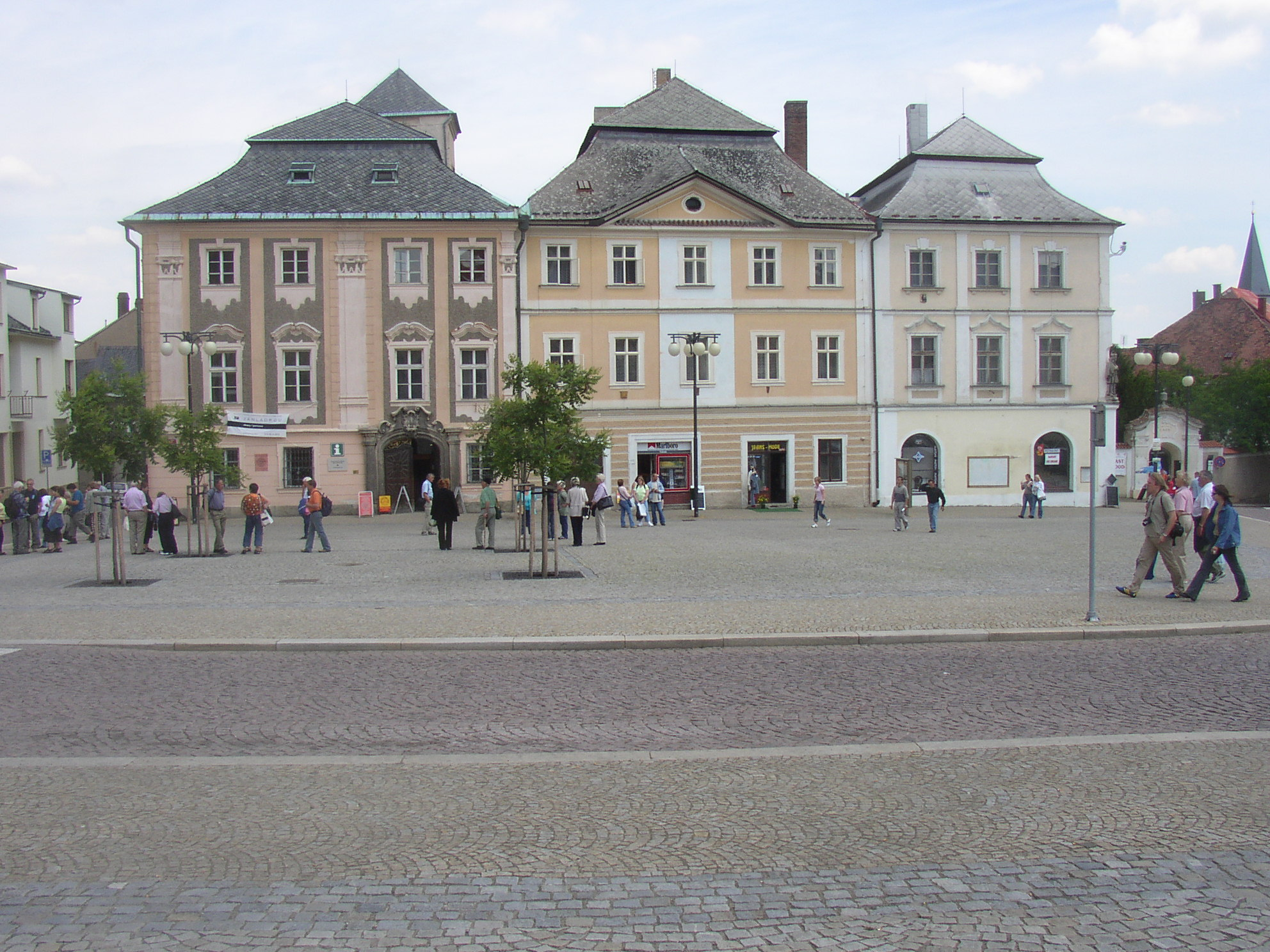
Palackého náměstí a Sankturinovský dům
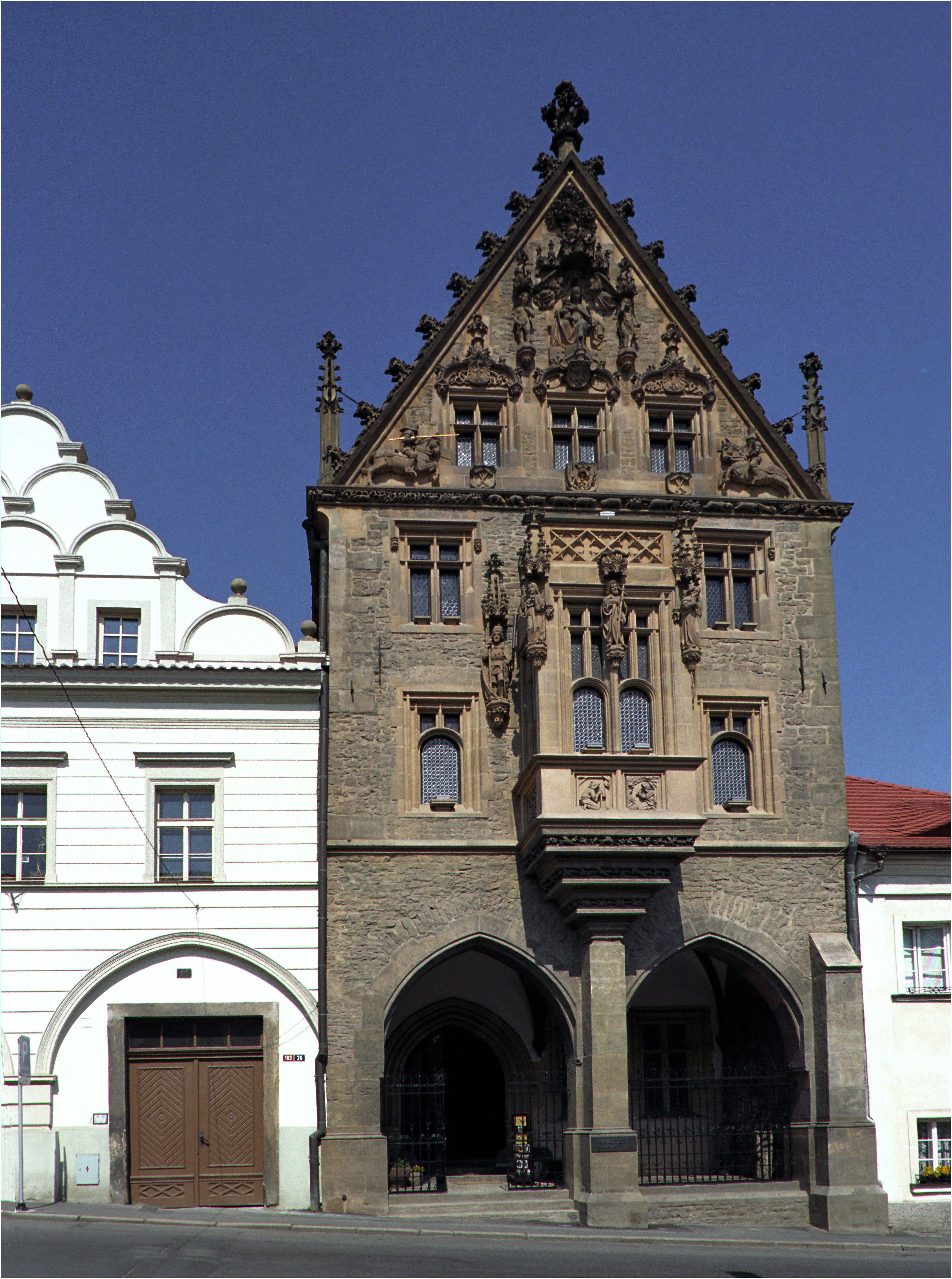
Kamenný dům
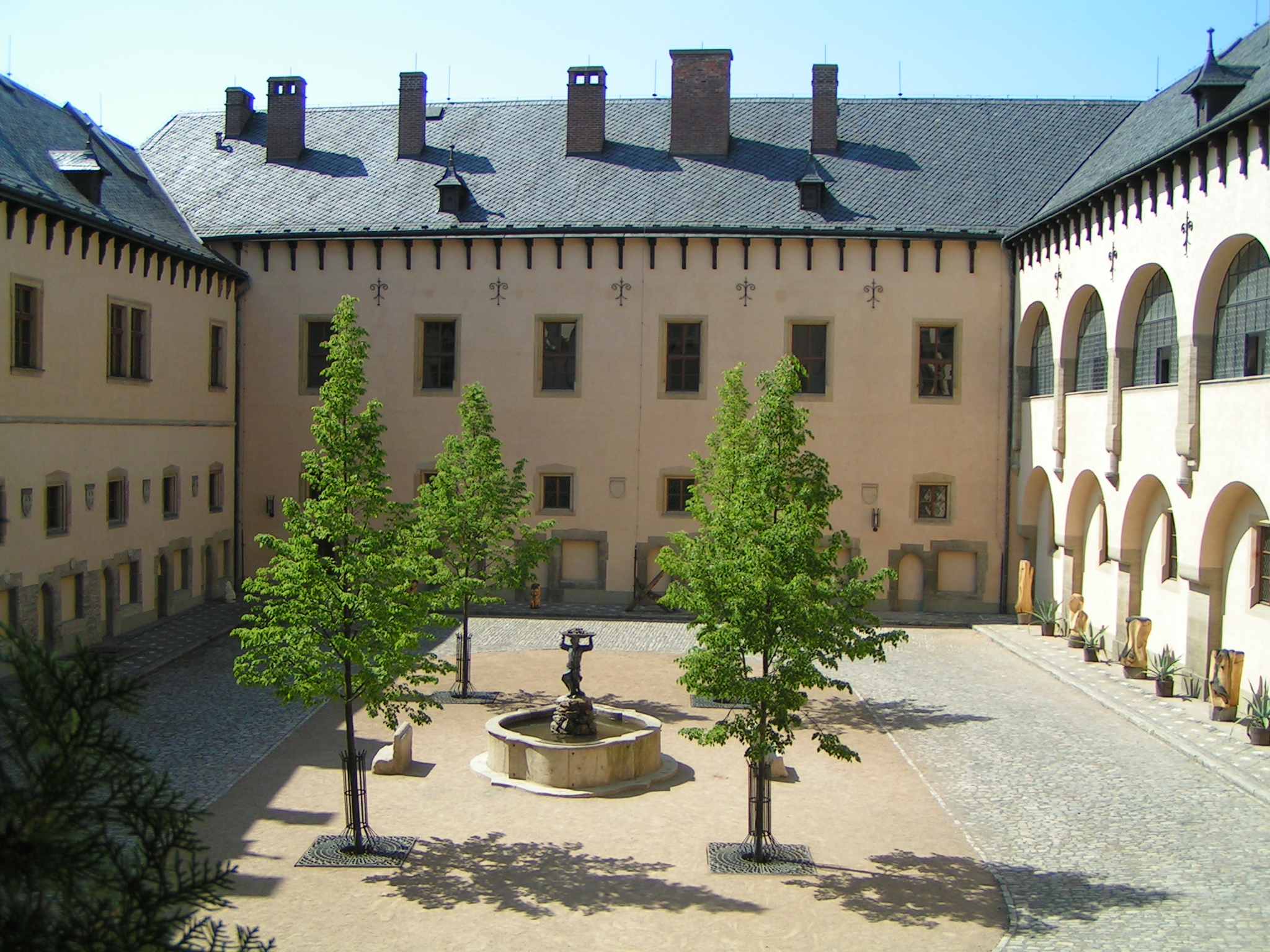
Vlašský dvůr
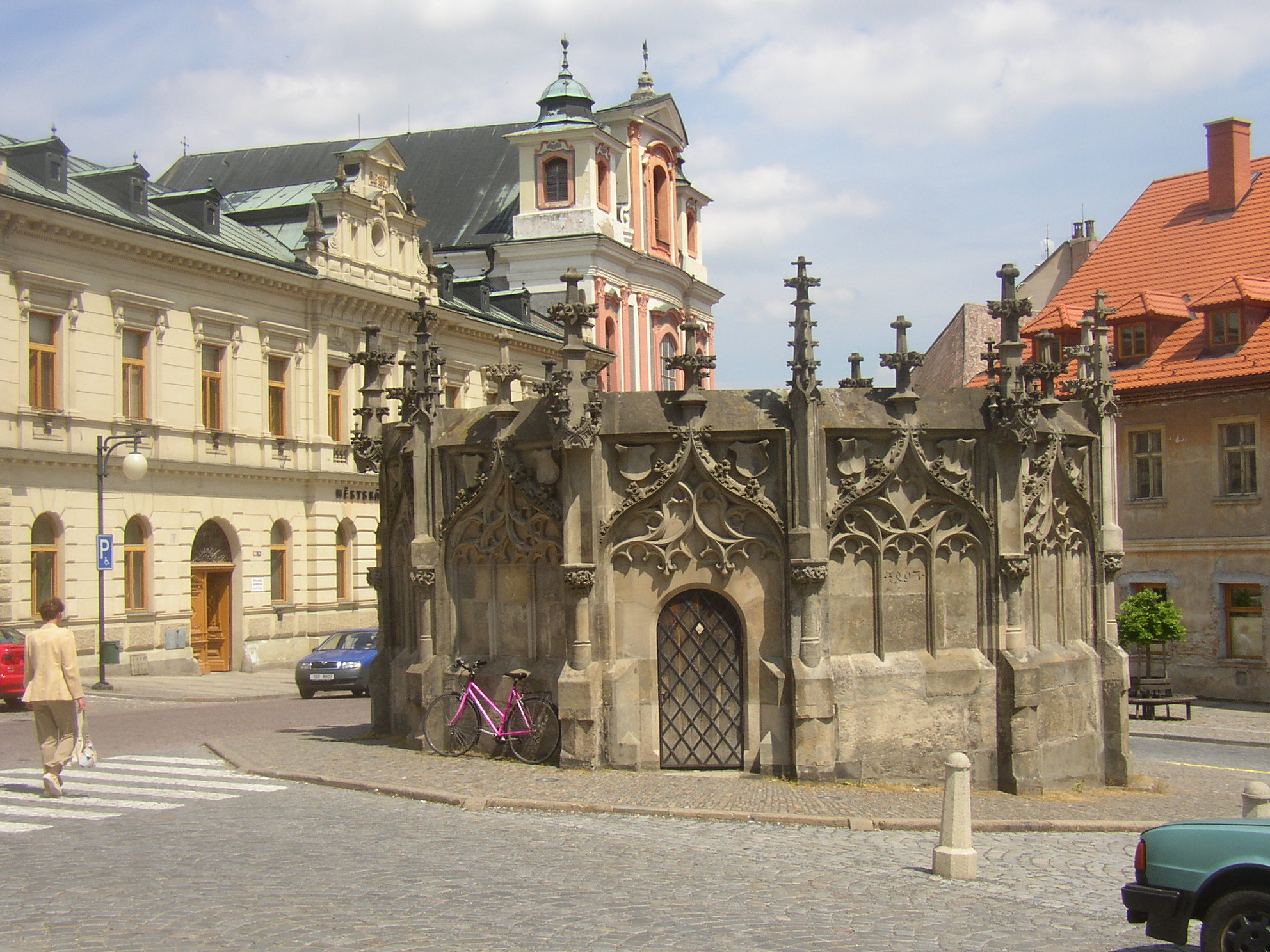
Kamenná kašna
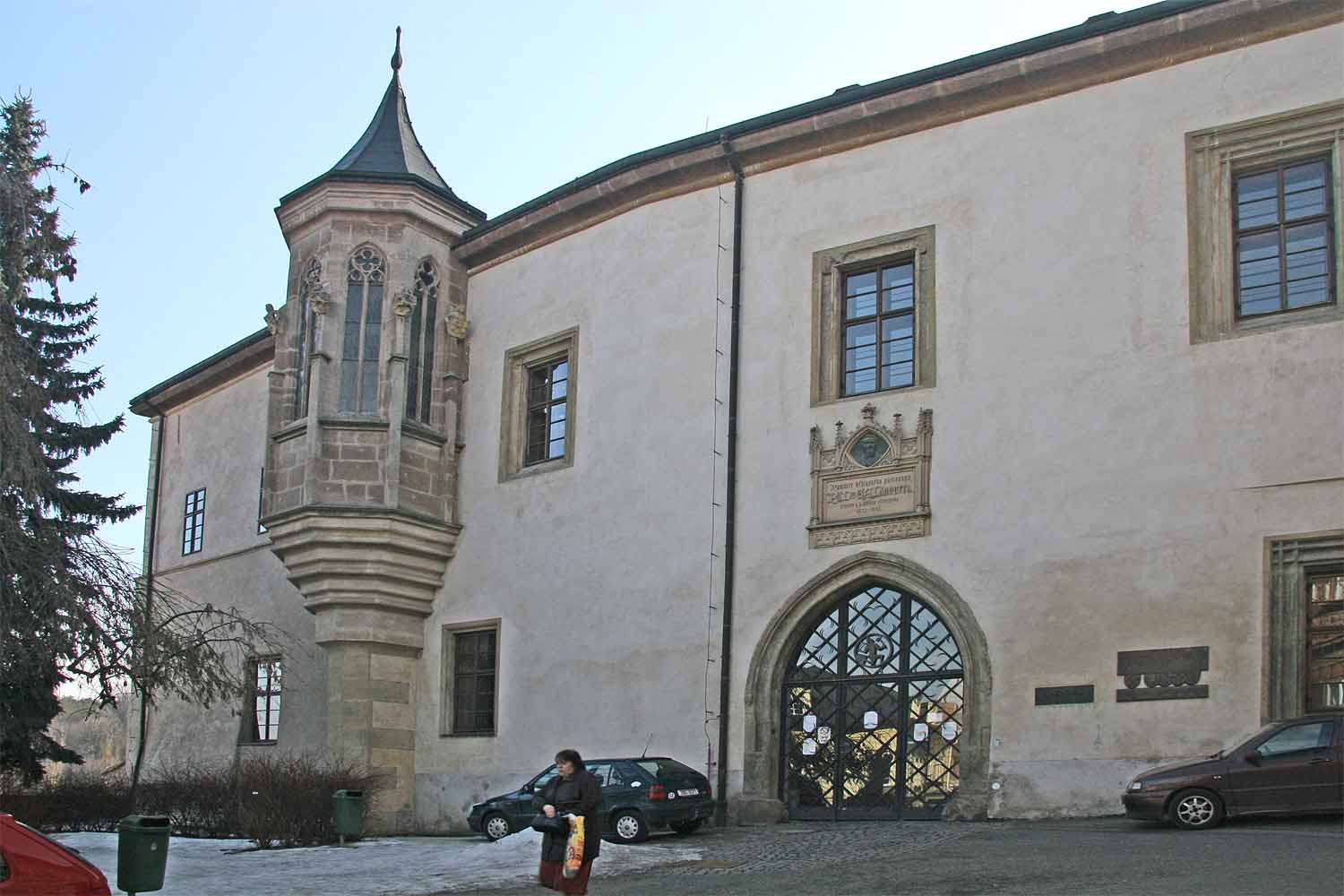
Hrádek
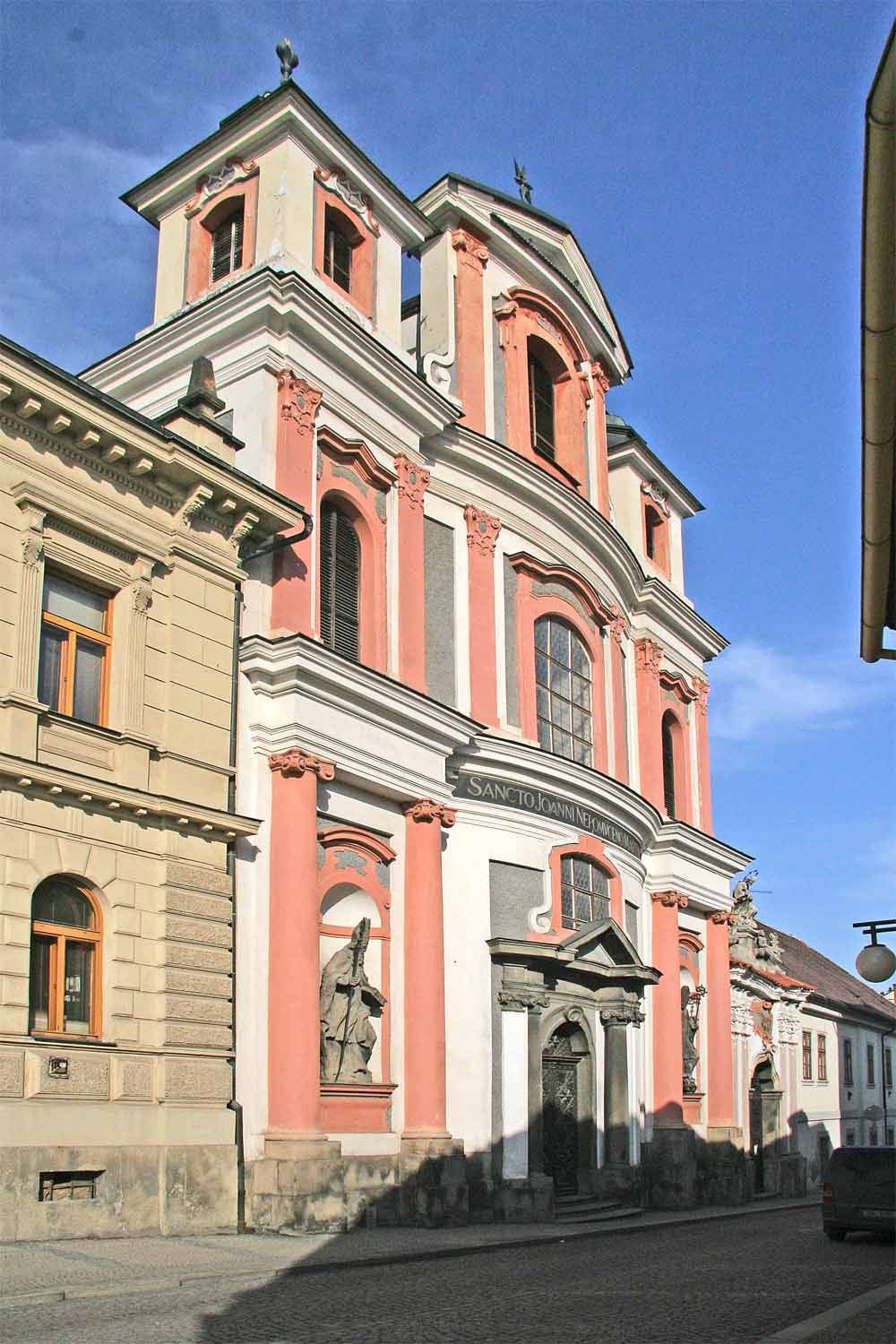
Kostel Svatého Jana Nepomuckého